# 패트릭 맥케너

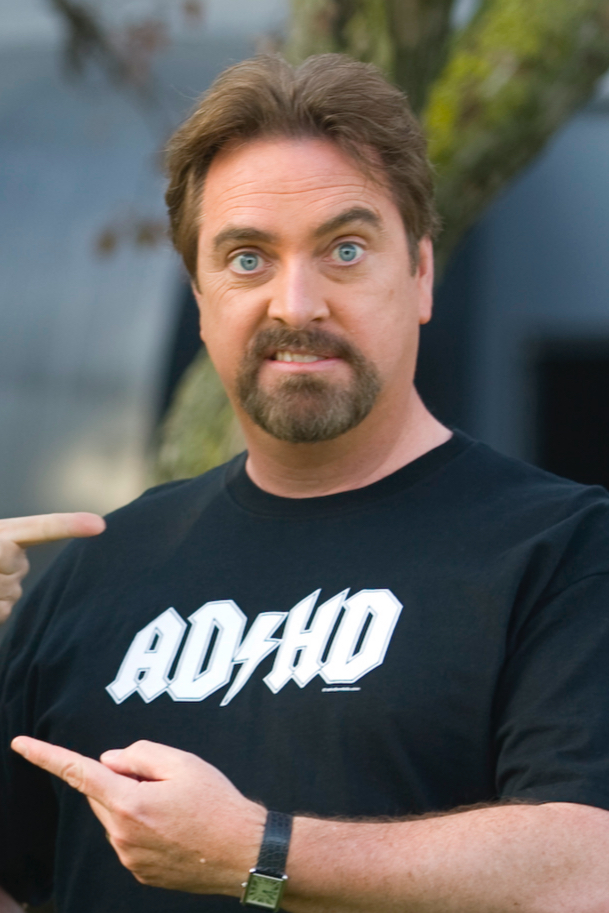

패트릭 맥케너(Patrick McKenna, 1960년 5월 8일 ~ )는 캐나다의 영화배우, 각본가, 텔레비전 배우이다.
해밀턴에서 태어났다.

## 영화
- 더 마스크드 세인트 (2016년)
- 마가리타 (2012년) - 벤 역
- 언 인시그니피컨트 맨 (2012년)
- 존 A.: 버스 오브 어 컨츄리  (2011년)
- 서배티컬 (2007년)
- 스턱 (2007년) - 조 리버 역
- 롭슨 암스 (2005년)
- 로보캅 - TV 시리즈 (1994년)
- 오더너리 매직 (1993년)
- 포에버 나이트 (1989년)
- 신병 교육대 (1980년)